# Japalura tricarinata
Japalura tricarinata — вид ігуаноподібних ящірок родини агамових (Agamidae). Мешкає в Гімалаях.

## Поширення і екологія
Japalura tricarinata мешкають в Непалі, зокрема в горах Аннапурна, в Індії (Сіккім, Дарджилінг) та в Тибеті (Ньялам), можливо, також в Бутані. Вони живуть у вологих мусонних лісах і рододендронових лісах, на узліссях, на високогірних луках та серед скель. Зустрічаються на висоті від 900 до 2900 м над рівнем моря.